# Torryweiserita
La torryweiserita és un mineral de la classe dels sulfurs que pertany al grup de la kuvaevita. Rep el nom en honor del doctor Thorolf ('Torry') W. Weiser, un conegut investigador de minerals del grup del platí, en particular els que es troben en jaciments relacionats amb el Gran Dic, a Zimbàbue, i amb el complex de Bushveld, a Sud-àfrica.

## Característiques
La torryweiserita és un sulfur de fórmula química Rh₅Ni10S16. Va ser aprovada com a espècie vàlida per l'Associació Mineralògica Internacional l'any 2020, sent publicada per primera vegada el 2021. Va ser codescrita amb l'oberthürita. Cristal·litza en el sistema trigonal. És l'anàleg amb rodi dominant de la kuvaevita, i l'anàleg amb níquel ominant de la ferrotorryweiserita.
Les mostres que van servir per a determinar l'espècie, el que es coneix com a material tipus, es troben conservades a les col·leccions mineralògiques del Museu Canadenc de la Natura, al Quebec (Canadà), amb els números de catàleg: 87179 i 87181.

## Formació i jaciments
Va ser descoberta al dipòsit de Marathon, dins el complex de Coldwell, al districte de Thunder Bay (Ontario, Canadà). També ha estat descrita al placer del riu Ko, al krai de Krasnoiarsk (Rússia). Aquests dos indrets són els únics de tot el planeta on ha estat descrita aquesta espècie mineral.